# Обер-гофмейстер
Обер-гофмейстер (от нем. Oberhofmeister или Obersthofmeister) — придворная должность в некоторых странах, придворный чин в Русском царстве и Российской империи.
В России чин введён в 1711 году. При учреждении Табели о рангах был определён в 4-й класс, в 1760 году перемещён во 2-й класс. В его обязанности входило заведование штатом и финансами императорского двора. Обер-гофмейстер входил в первые (высшие) чины Императорского двора.
Первым российским обер-гофмейстером в 1711 году был назначен барон Герхард Иоганн Лёвенвольде.
Форма титулования — «Ваше высокопревосходительство».

## Известные обер-гофмейстеры
- См. Обер-гофмейстеры